# Handleyomys
Handleyomys ist eine in Kolumbien lebende Nagetiergattung aus der Gruppe der Neuweltmäuse.
Die Gattung wurde erst 2002 aufgestellt und umfasst zwei Arten, die bislang in anderen Gattungen eingeordnet wurden, dort aber stets als problematisch galten:
- Handleyomys fuscatus, die früher in die Andenmäuse (Aepeomys) eingegliedert wurde, und
- Handleyomys intectus, ein ehemaliges Mitglied der Reisratten (Oryzomys).

Es sind dunkel gefärbte Tiere, deren Oberseite schwarzbraun und Unterseite dunkelgrau gefärbt ist. Beide bewohnen die Anden, sie leben im Gebirge in Kolumbien und sind bis 2800 Meter Höhe verbreitet. Ansonsten ist über die Lebensweise wenig bekannt.
Beide Arten sind laut IUCN nicht gefährdet.